# Caleuche (película)
Caleuche: El llamado del Mar es una película chilena dirigida por Jorge Olguín (Ángel negro, 2000) y escrita por el mismo junto con Carolina García y producida por Chilefilms y Olguinfilms. Al principio era protagonizada por la actriz Leonor Varela, pero por incompatibilidad de tiempos (grabaciones de la serie estadounidense Dallas) esta no puede seguir participando y finalmente es protagonizada por la actriz brasileña Giselle Itié. 
Narra, libremente, la historia de El Caleuche una de las leyendas más importantes de Chile y de Latinoamérica. Su estreno fue el segundo semestre del 2012.
La cantante Denisse Malebrán originalmente iba a contar con dos papeles en la película y también su banda Saiko iba a ser parte banda de sonora con la canción principal, ambas participaciones no prosperaron, la canción hecha para esta película es Sur voy, canción que fue incluida en el álbum Lengua muerta de la banda Saiko (grupo donde Malebrán es vocalista) del año 2017. 

## Sinopsis
Según cuenta la leyenda del Caleuche, el buque fantasma navega por los mares de Chiloé y los múltiples canales del sur en busca de las almas de los navegantes que quieren hacer algún pacto con él.

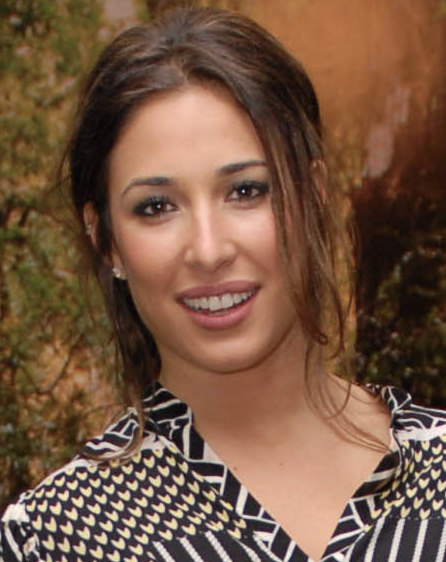
Giselle Itié (intérprete de Isabel)

Isabel (Giselle Itié) es una bióloga que trabaja con especies marinas en los Estados Unidos y es descendiente de una familia que habitó en Chiloé. Ella decide viajar a la isla para recuperarse de una extraña enfermedad que ha ido empeorando con el transcurso de los años, sin embargo en estas mágicas tierras ella va descubriendo que suceden cosas sobrenaturales y al parecer los mitos y leyendas de Chiloé tienen directa relación con su pasado.

## Elenco
- Giselle Itié - Isabel Millalobos
- Eduardo Paxeco - Simón Cárdenas
- Marcelo Alonso - José Bórquez
- Catalina Saavedra - Aurora
- Luz Valdivieso - Amanda
- Pablo Schwarz - Pedro Millalobos
- Juan Pablo Miranda - Juan Bórquez
- Hernan LaCalle - Pedro Millalobos (padre)
- Wil Edgar - Howard
- Víctor Montero - Ismael
- Jorge Yáñez - Anciano misterioso
- Gloria Laso - Mujer de Simón

## Curiosidades
La película incluye varias referencias al estilo y obra del escritor norteamericano H. P. Lovecraft, el mismo Olguín contó que a medida que iba investigando sobre los mitos de Chiloé descubrió que concordaban con la atmósfera creada por Lovecraft en sus relatos. Así, el barco en el que viaja la protagonista a la isla Millalobos se llama Dagón en referencia al cuento del mismo nombre escrito por Lovecraft, y el final de la película es muy similar al final del cuento La sombra sobre Innsmouth.
Otra alusión importante que se hace podría verse en la aparición del misterioso anciano que bebía constantemente licor, aportando a los personajes con información en sus búsquedas. Este personaje puede compararse con el Zadok Allen del segundo relato de Lovecraft.